# Erysiphe
Erysiphe és un gènere de fongs dins la família Erysiphaceae. Moltes de les seves espècies són fitopatògens que causen oïdi (malura blanca). És de distribució cosmopolita.
La fase imperfecta d'aquestws fongs correspon a l'estadi Oidium.Quam les condicions ambientals són favorables el fong s reprodueix sexualment formant ascocarps.

## Taxonomia

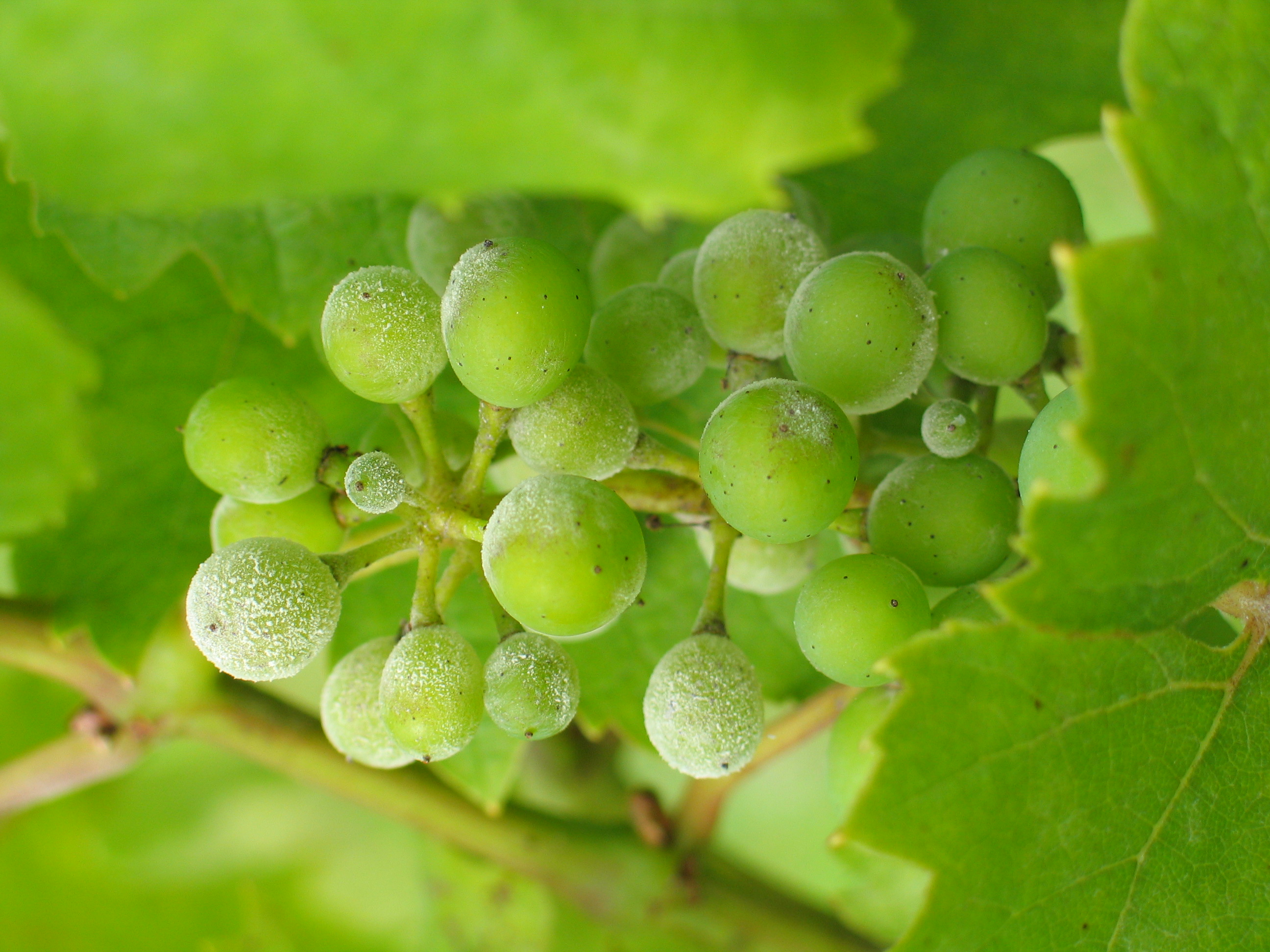
Uncinula necator, actualment Erysiphe necator, sobre grans de raïm

Actualment s'han unit els gèneres Microsphaera, Uncinula i Uncinulella en Erysiphe